# Астраби, Софи
Софи Астраби (14 апреля 1988 года, г. Альби) — французская писательница.

## Биография
Родилась в Тарне. Играла в баскетбол на высоком уровне, изучала бизнес в Тулузе, а затем в Руане, в школе бизнеса Neoma. В 2013 году устроилась на свою первую работу в сфере маркетинга, с которой вскоре уволилась чтобы написать книгу. Рукопись пролежала в ящике стола два года, пока однажды, уволенная из компании, где она работала, Софи не решила самостоятельно опубликовать ее на платформе Amazon. Несколько недель спустя «Le Pacte d’Avril» вошел в число бестселлеров.

### Творчество
Софи Астраби самостоятельно опубликовала свой первый роман на Amazon, прежде чем его заметило издательство. В 2018 году "Le pacte d’Avril " был опубликован издательством Albin Michel и в 2019 году выпущен издательством Livre de Poche. В 2021 году в издательству Flammarion вышел второй роман «La somme de nos vies». Третий роман, «Les bruits du souvenir», был опубликован издательством Flammarion в феврале 2022 года. Четвертый роман «Billie Pretty a disparu» опубликован издательством Flammarion в мае 2023 года.
В 2023 году издательством Éditions Glénat был издан первый детский альбом Астраби «À la fenêtre» с иллюстрациями Орели Гийерей. В 2024 году альбом получил премию Le Point Youth Book Prize в категории «детский альбом» от 3 до 6 лет .

### Личная жизнь
Софи Астраби — мать троих детей : Роми, Брюн, Сюзанна.

## Публикации

### Романы
- Le pacte d’Avril, Albin Michel, 2018 ; 2019
- La somme de nos vies, Flammarion, 2020 ; 2021[a]
- Les bruits du souvenir, Flammarion, 2022 ; J’ai lu, 2023
- Billie Pretty a disparu, Flammarion, 2023 ; J’ai lu, 2024
  - Кто ты, Билли Притти? / Пер. с фр.: Н. Хотинская. — М. : Belles Lettres : Альпина Паблишер, 2024. — 257, [1] с. ISBN 978-5-9614-95-43-0
- La chance de sa vie, Flammarion, 2024

### Детские альбомы
- À la fenêtre, illustré par Aurélie Guillerey, Éditions Glénat, 2023
- La laverie de Mamie Suzette, illustré par Maurèen Poignonec, Père Castor, 2023

### Разное
- Je suis, TOME 1, 20 portraits de femmes fascinantes, Curiosity Club, 2021
- Je suis, TOME 2, 20 portraits de femmes fascinantes, Curiosity Club, 2022
- Carnet d’une écrivaine, 2022
- Journal de bord d’un joyeux bordel, Eyrolles, 2023